# Arctic Corsair
Arctic Corsair (H320) — рыболовный траулер, корабль-музей с 1999 года, место стоянки на реке Халл в городе Кингстон-апон-Халл, Англия.
Экспозиция, представленная на борту траулера, рассказывает о истории рыболовства города Кингстон-апон-Халл.
Судно было построено в 1960 году верфью Cook, Welton & Gemmell в Бэвэрли, и стало вторым траулером серии, построенной для компании Boyd Line.
Судно проектировалось для использования в ледовой обстановке, и при строительстве его корпуса преимущественно использовались заклепки, а не сварка.

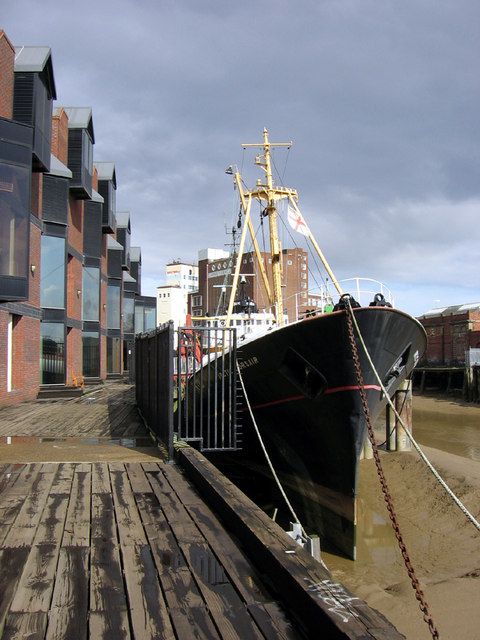
Arctic Corsair, 2006 год

В сентябре 1967 года судно получило повреждение правого борта при столкновении с ирландским угольщиком Olive, но благополучно добралось до города Уик (Шотландия), где был произведен ремонт.
В 1973 году судно побило мировой рекорд по вылову атлантической трески и пикши в Белом море.
30 апреля 1976 года в ходе Тресковой войны судно было повреждено в корму исландской канонерской лодкой ICGV Odin, после чего Odin тремя выстрелами порвал трал судна.
В 1988 году судно было переименовано в Arctic Cavalier, а в 1993 году продано Городскому совету города Кингстон-апон-Халл, переименовано обратно в Arctic Corsair и установлено в качестве корабля-музея.
В 1999 году, после восстановления волонтёрами из исторической группы STAND, судно было открыто для посетителей.
Сегодня корабль-музей поддерживается волонтёрами STAND и городской администрацией, открыт для посетителей с Пасхи по конец октября, по средам и выходным. Вход свободный.